# Сила шахматных фигур
Сила шахматной фигуры — относительная оценка ценности и стратегической важности фигуры, измеряемая в баллах. Напрямую сила шахматной фигуры не упоминается в правилах игры, но это понятие полезно для планирования ходов. Силу фигуры измеряют также и компьютеры: эти значения используются в математических подсчётах, на основе которых игрок-бот определяет приоритетность ходов.
Расчёты силы фигур дают только приблизительное представление о состоянии игры. Более точные значения будут зависеть от игровой ситуации и могут значительно отличаться. В определённых случаях правильно поставленная «слабая» фигура окажется более полезной, чем «сильная» фигура, которая находится в ловушке, — например, привязана к королю.
Оценки почти всегда присваивают пешкам значение 1. В компьютерных шахматах значение фигур и позиций обозначается в терминах «сантипавн» или «сантипешки» (англ. centipawns), где 100 сантипавн = 1 пешке. Такая оценка позволяет оценивать стратегические и тактические характеристики позиции менее одной пешки, не используя дроби.

## Стандартное представление
В следующей таблице представлено самое распространённое представление о силе шахматных фигур.
| Изображение  |       |      |      |       |       |        |
| Наименование | пешка | конь | слон | ладья | ферзь | король |
| Значение     | 1     | 3    | 3    | 5     | 9     | ∞      |

Ценность короля бесконечна, так как его нельзя подставить под угрозу или обменять на другую фигуру согласно правилам игры. В шахматных движках королю обычно присваивается высокое значение (например, 200 пешек), и таким образом сигнализируется, что потеря короля недопустима. В конце игры силу короля, который обладает возможностью атаковать, приравнивают к силе коня или слона.
Данная система неидеальна. Комбинация фигур не всегда равна сумме отдельных частей; к примеру, два слона считаются более ценными, чем конь и слон. Зачастую в начале игры и в эндшпиле фигурам присваивается разное значение силы, что лучше соответствует реальной стратегической ценности фигур на данном этапе.

## Ударная сила фигур
Способность фигуры одновременно атаковать то или иное число полей пустой шахматной доски называется ударной силой этой фигуры. Централизация фигур (за исключением ладьи) повышает их ударную силу.
| Фигура | В центре | На краю | В углу |
| ------ | -------- | ------- | ------ |
| Пешка  | 2        | 1       | —      |
| Конь   | 8        | 3—4     | 2      |
| Слон   | 13       | 7       | 7      |
| Ладья  | 14       | 14      | 14     |
| Ферзь  | 27       | 21      | 21     |
| Король | 8        | 5       | 3      |